# Rigodium implexum
Rigodium implexum là một loài rêu trong họ Rigodiaceae. Loài này được Kunze ex Schwägr mô tả khoa học đầu tiên năm 1845.